# استراسبرگ (اوهایو)
استراسبرگ (به انگلیسی: Strasburg) یک روستا در ایالات متحده آمریکا است که در شهرستان توسکاراوس، اوهایو واقع شده‌است. استراسبرگ ۳٫۶۰ کیلومتر مربع مساحت و ۲٬۶۰۸ نفر جمعیت دارد و ۲۷۸ متر بالاتر از سطح دریا واقع شده‌است.